# Norbert Jaskot
Norbert Stanisław Jaskot (Poznań, 19 de julio de 1971) es un deportista polaco que compitió en esgrima, especialista en la modalidad de sable.
Ganó dos medallas en el Campeonato Mundial de Esgrima, plata en 1999 y bronce en 1998, y una medalla de oro en el Campeonato Europeo de Esgrima de 1998.
Participó en tres Juegos Olímpicos de Verano, ocupando el sexto lugar en Barcelona 1992, el cuarto en Atlanta 1996 y el séptimo en Sídney 2000, en la prueba por equipos.

## Palmarés internacional
| Campeonato Mundial | Campeonato Mundial        | Campeonato Mundial | Campeonato Mundial |
| Año                | Lugar                     | Medalla            | Prueba             |
| ------------------ | ------------------------- | ------------------ | ------------------ |
| 1998               | La Chaux-de-Fonds (Suiza) | Medalla de bronce  | Sable por equipos  |
| 1999               | Seúl (Corea del Sur)      | Medalla de plata   | Sable por equipos  |
| Campeonato Europeo |                           |                    |                    |
| Año                | Lugar                     | Medalla            | Prueba             |
| 1998               | Plovdiv (Bulgaria)        | Medalla de oro     | Sable por equipos  |